# Makazole Mapimpi
Makazole Mapimpi (Mdantsane, 26 de julio de 1990) es un jugador sudafricano de rugby que se desempeña como wing y juega en los Sharks del United Rugby Championship. Es internacional con los Springboks desde 2018.
Mapimpi es el primer jugador sudafricano en anotar un try en una final del mundo.

## Trayectoria deportiva
Debutó en los Border Bulldogs de la Currie Cup en 2014 y jugó con ellos hasta 2016. Se unió a los Southern Kings para participar del Super Rugby 2017 y al finalizar el mismo fue contratado por los Cheetahs para jugar el Pro14 2017-18.
Dejó a los Cheetahs, luego de la primera parte de la temporada, para sumarse a los Sharks y así volver al mejor rugby del mundo.

### Internacional
Rassie Erasmus lo convocó a los Springboks para disputar los test matches de mitad de año 2018 y debutó contra los Dragones rojos. En total lleva 14 partidos jugados y 70 puntos marcados, producto de 14 tries.
Mapimpi fue nombrado en el equipo que ganó la Copa Mundial de Rugby de 2019 bajo el liderazgo de Siya Kolisi, donde anotó 6 tries, incluidos dos en el partido de cuartos de final contra Japón en una victoria 26-3, y uno en la final contra Inglaterra. Mapimpi es el primer jugador en la historia de los Springboks en marcar un try en una final de copa del mundo. Las anteriores finales jugadas por los Springboks fueron sin tries.
Volvió a ser convocado para la Copa Mundial de Rugby de 2023 aunque tuvo que ser remplazado por Lukhanyo Am debido a una lesión. Sudáfrica ganó el torneo, derrotando en la final a Nueva Zelanda.

### Participaciones en Copas del Mundo
Erasmus lo llevo a Japón 2019 y a Francia 2023.
| Mundial                       | Sede    | Resultado | PJ | Tries |
| ----------------------------- | ------- | --------- | -- | ----- |
| Copa Mundial de Rugby de 2019 | Japón   | Campeón   | 6  | 6     |
| Copa Mundial de Rugby de 2023 | Francia | Campeón   | 2  | 3     |

## Palmarés y distinciones notables
- Rugby Championship 2019[5]
- Copa Mundial de Rugby de 2019[6]
- Copa Mundial de Rugby de 2023
- Seleccionado para jugar con los Barbarians